# Vlinderroggen
Vlinderroggen zijn roggen uit de familie Gymnuridae.

## Verspreiding en leefgebied
Ze verblijven in de wereldzeeën en riviermondingen in een (sub)tropisch klimaat.

## Kenmerken
Het lichaam van vlinderroggen in plat en omgeven door zeer brede, schijfvormige borstvinnen die doorlopen tot aan de kop. Ze hebben een zeer kort en dun staartje, waardoor ze lijken op een grote vlinder. Ze variëren in lengte tussen de 31 en 400 cm.

## Status
Drie soorten staan op de Rode Lijst van de IUCN, Gymnura altavela en Aetoplatea zonura zijn kwetsbaar en Gymnura poecilura heeft de status gevoelig.

## Taxonomie
Er is één geslacht met 16 soorten
- Familie: Gymnuridae (Vlinderroggen)
  -  Geslacht: Gymnura (16 soorten)
    - Gymnura afuerae (Hildebrand, 1946)
    - Gymnura altavela (Linnaeus, 1758)
    - Gymnura australis (Ramsay & Ogilby, 1886)
    - Gymnura bimaculata (Norman, 1925)
    - Gymnura crebripunctata (Peters, 1869)
    - Gymnura crooki (Fowler, 1934)
    - Gymnura hirundo (Lowe, 1843)
    - Gymnura japonica (Temminck & Schlegel, 1850)
    - Gymnura lessae (Yokota & Carvalho, 2017)[2]
    - Gymnura marmorata (Cooper, 1864)
    - Gymnura micrura (Bloch & Schneider, 1801)
    - Gymnura natalensis (Gilchrist & Thompson, 1911)
    - Gymnura poecilura (Shaw, 1804)
    - Gymnura sereti (Yokota & Carvalho, 2017)[2]
    - Gymnura tentaculata (Müller & Henle, 1841)
    -  Gymnura zonura (Bleeker, 1852)

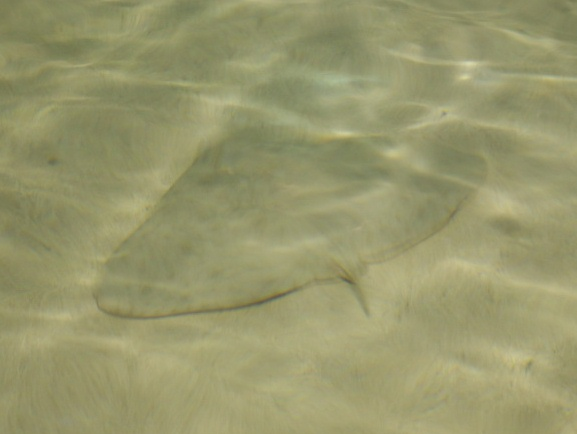
Gymnura altavela
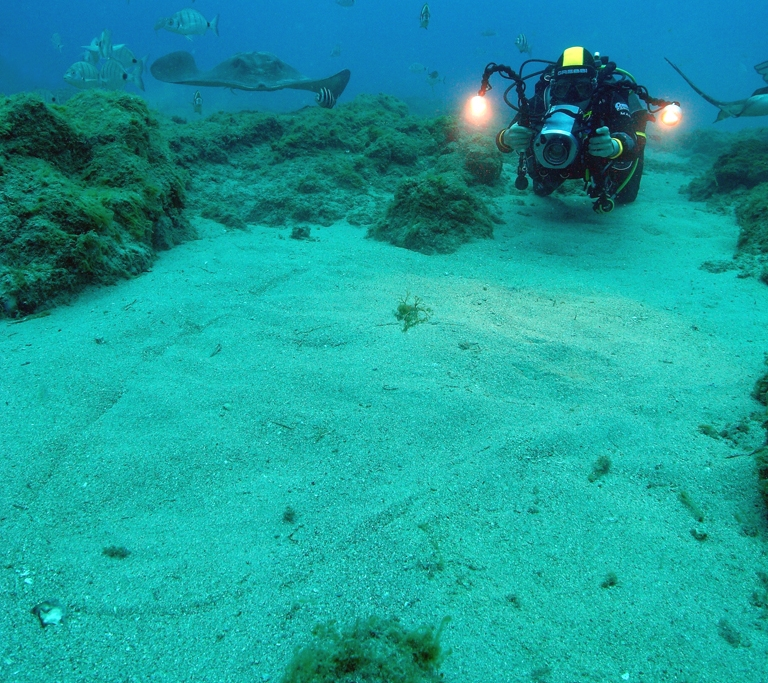
Gymnura altavela
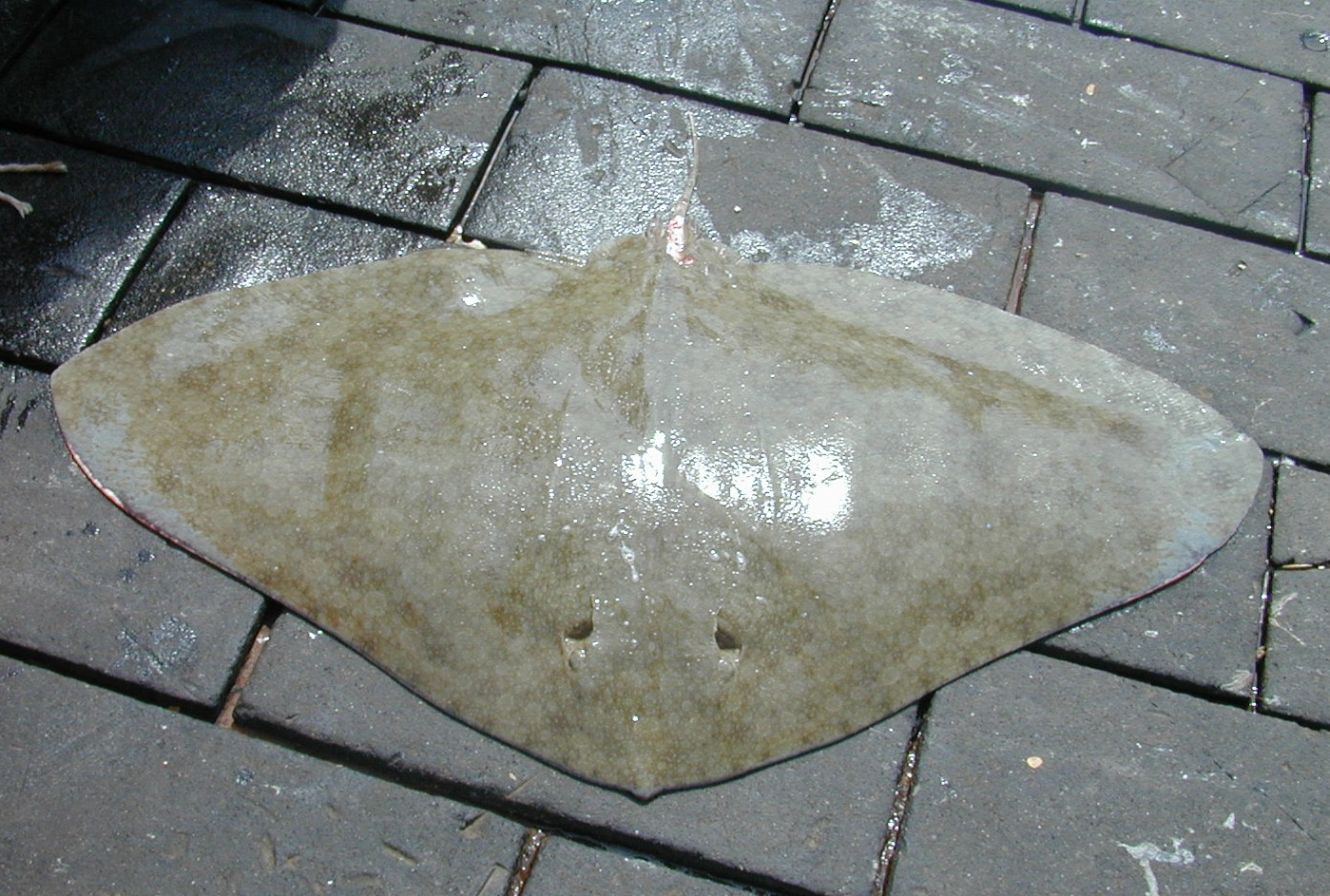
Gymnura altavela
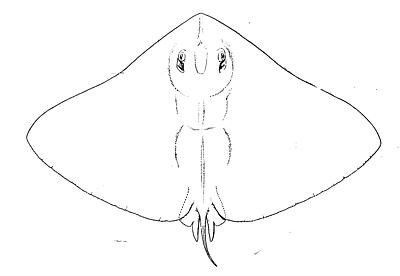
Gymnura micrura
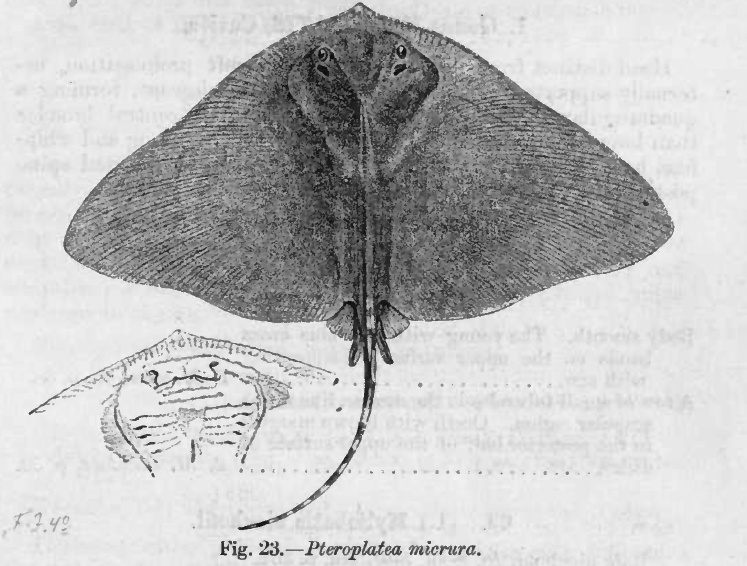
Gymnura micrura
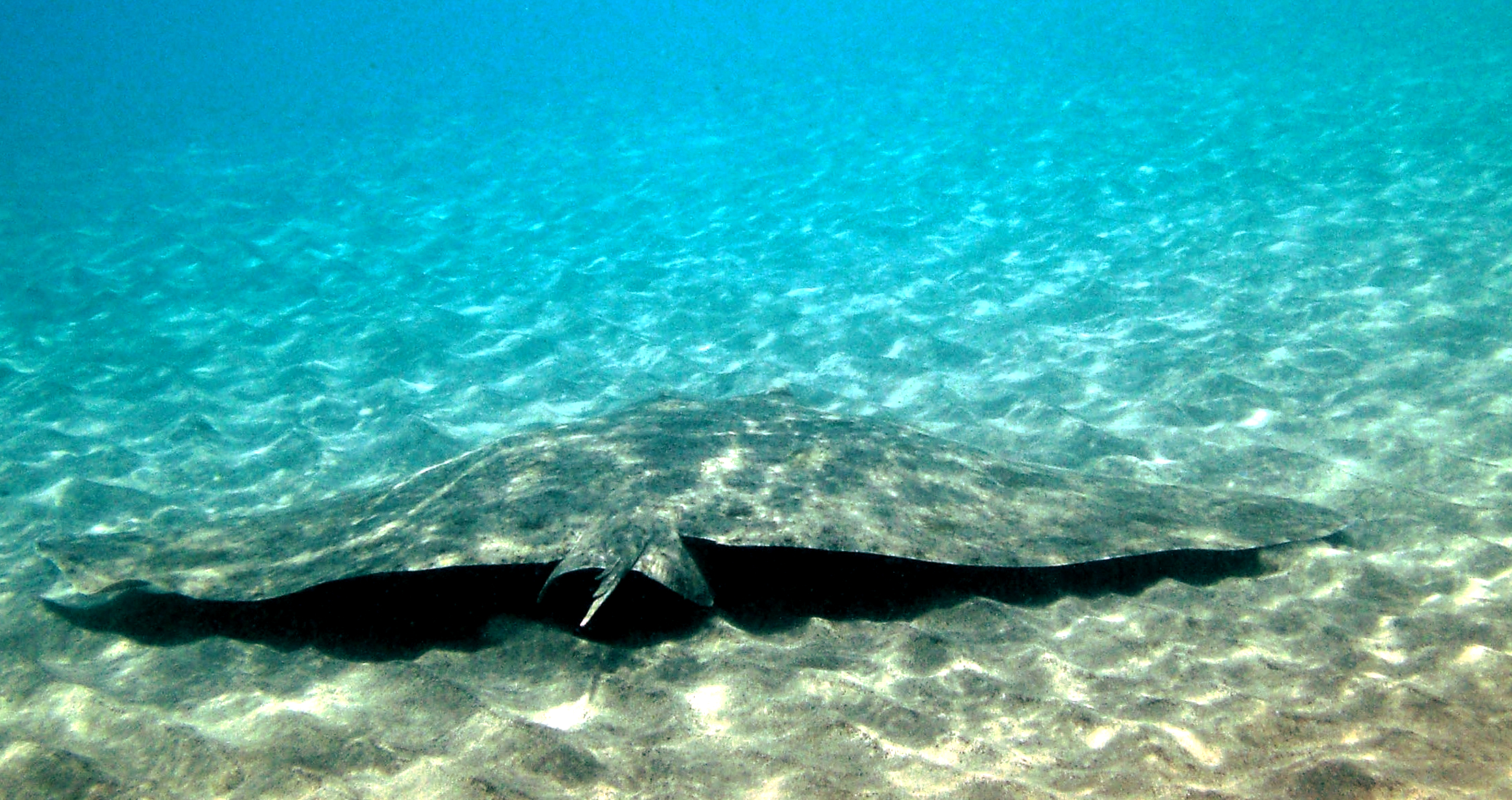
Gefotografeerd bij Lanzarote